# 1960年土耳其政变
1960年土耳其政变是土耳其共和国历史上的首次政变。这次政变由38位土耳其军队的年轻军官在总参谋部的指挥序列之外发动。政变策划者为阿尔帕尔斯兰·蒂尔凯什。1960年5月27日，杰马勒·古尔塞勒将军领导推翻了日趋专制的民主党民选政府。1961年，民主党总理阿德南·曼德列斯及两位政府部长被执行绞刑处决。

## 背景
政变发生于土耳其经济艰难和社会政治动荡时期。当时土耳其即将用尽美国杜鲁门主义和马歇尔计划中所提供的所有的援助，为此，土耳其总理阿德南·曼德列斯计划访问莫斯科，期望能与苏联建立可替代的信贷渠道。

## 政变
上校阿尔帕尔斯兰·蒂尔凯什精心策划了这场政变。他是全国团结委员会的成员，是美国于1948年训练的首批16名组成反游击的军官之一。因此，他是明确的反共产主义者并且他忠于北约和中央条约组织，但是他政变的具体原因仍然不明确。5月27日上午他通过广播宣布政变结束，并且宣布：“土耳其历史上一个时代的结束，迎来一个新的时代。”
伟大的土耳其人民:从5月27日凌晨3点开始，土耳其武装部队接管了整个国家的政权。由于我国所有公民和安全部队的密切合作，这一行动在没有人员伤亡的情况下取得了成功。在进一步通知之前，只对武装部队成员实行宵禁。我们要求我国公民为我国武装部队的职责提供便利，并协助重建全国所期望的民主政权。——阿尔帕尔斯兰·蒂尔凯什，1960年5月27日广播
在第二天的新闻发布会上，杰马勒·古尔塞勒强调，“政变的目的和目的是让国家尽快实现公平、廉洁和稳固的民主……”因此，政变推翻了民选政府，但表达了建立新的民选政府的意图。

## 清洗
军政府迫使235名将军和3000多名其他军士退休;清洗了500多名法官和检察官以及1400多名大学教员，并逮捕了总参谋长、总统、总理和行政当局的其他成员。随后任命陆军上将古尔塞勒为临时国家元首、总理和国防部长。

## 平岛审判
内政部长Namık Gedik在审判前于土耳其军事学院拘留时自杀身亡。
总统杰拉勒·拜亚尔、总理阿德南·曼德列斯和其他政府成员在平岛受审判。这些政客被控叛国罪、滥用公共资金和废除宪法罪。其中总统被判处死刑，后改判无期。总理和两名部长被判处死刑。
1961年9月16日，总理和两名部长被绞刑处决。

## 后续
宪法公投于1961年7月9日举行。起草了一部新宪法来取代1924年的宪法。该宪法获得61.7%的选民支持，投票率为81.0%。
在曼德列斯和土耳其政府其他成员被处决一个月后，于1961年10月15日举行了大选。行政权力回到平民手中，但直到1965年10月，军方仍在政治舞台上占据主导地位。土耳其陆军上校塔拉特·阿德米尔在1962年2月和1963年5月组织了两次失败的政变。在1965年政变后的第一次自由选举中，苏莱曼·德米雷尔当选并一直担任总统，直到1971年，他被另一场政变推翻。